# Epeios (Sohn des Endymion)
Epeios (altgriechisch Ἐπειός Epeiós) ist in der griechischen Mythologie der Sohn von Endymion, dem König von Elis.
Pausanias berichtet von einem Wettrennen, das sein Vater ausrichtet, um seinen Nachfolger zu bestimmen. Epeios besiegt darin seine beiden Brüder Paion und Aitolos und wird König von Elis. Er heiratet dann Anaxiroe, die Tochter von Koronos und hat mit ihr die Tochter Hyrmine. Nach seinem Tod wurde Aitolos sein Nachfolger.
Seine Untertanen wurden nach ihm Epeier genannt und erst später nach seinem Neffen Eleios Eleier.